# Захаров, Сергей Иванович

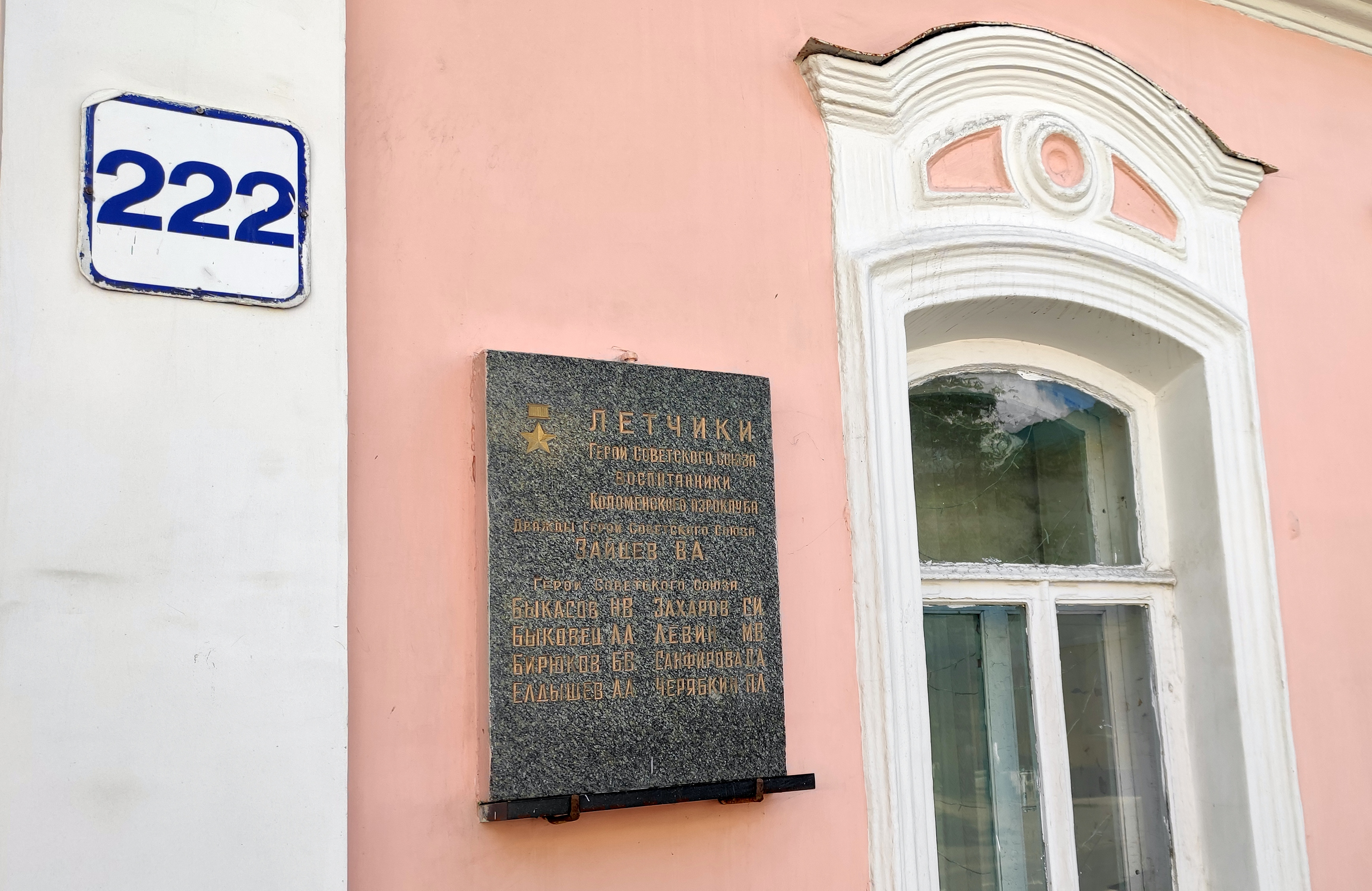
Памятная доска на стене д. 222 по ул. Октябрьской революции в Коломне памяти С. И. Захарова и других Героев Советского Союза, связанных с Коломенским аэроклубом

Серге́й Ива́нович Заха́ров (6 октября 1918, д. Кукишево, Волоколамский уезд, Московская губерния — 27 августа 2007, г. Коломна, Московская область) — советский военный лётчик Авиации Дальнего Действия,  Герой Советского Союза. старший лейтенант. Инженер — конструктор.

## Биография
Родился 6 октября 1918 года в деревне Кукишево Волоколамского уезда Московской губернии. В 1932 году вместе с родителями переехал в город Коломну. Здесь окончил семилетнюю школу № 3 и школу ФЗУ при машиностроительном заводе (ныне ГПТУ № 6). Работал токарем-инструментальщиком на Коломзаводе, одновременно учился в Коломенском аэроклубе ОСОАВИАХИМ.
В 1938 году был призван в Красную армию. Окончил Борисоглебскую военную авиационную школу лётчиков. Участник советско-финской и Великой Отечественной войн. Летал на самолёте Ил-4 (ДБ-3), наносил ответные бомбовые удары по Берлину и другим объектам в начале войны. Воевал в составе 752-го авиационного полка АДД, который в марте 1943 года был преобразован в 10-й гвардейский авиаполк Авиации дальнего действия 24-й авиационной дивизии авиации дальнего действия.
К началу апреля 1944 года совершил 251 боевой вылет на бомбардировку войск и военно-промышленных объектов гитлеровской Германии и её сателлитов.
Указом Президиума Верховного Совета СССР «О присвоении звания Героя Советского Союза начальствующему составу авиации дальнего действия Красной Армии» от 25 марта 1943 года за «образцовое выполнение боевых заданий командования и проявленные при этом отвагу и геройство» старшему лейтенанту Захарову Сергею Ивановичу присвоено звание Героя Советского Союза с вручением ордена Ленина и медали «Золотая Звезда» (№ 838).
В 1946 году гвардии капитан Захаров был демобилизован из рядов Советской Армии по состоянию здоровья. Жил в городе Коломна. Окончил станкостроительный техникум и Московский институт механизации и электрификации сельского хозяйства с отличием. Более тридцати лет работал инженером-конструктором на Коломенском заводе тяжёлого станкостроения, стал там заведующим экспериментальной лабораторией.
Избирался депутатом Коломенского городского Совета, членом президиума городской ветеранской организации, председателем Совета ветеранов войны и труда Завода тяжелого станкостроения — ставшей первой ветеранской организацией в Коломне.
Вёл большую военно-патриотическую работу среди молодёжи, часто навещал свой родной Коломенский аэроклуб имени М. В. Водопьянова.
28 апреля 2000 года в канун 55-летия Победы в Великой Отечественной войне, в возрасте 81 года, совершил с инструктором в кабине свой долгожданный полёт, пилотируя авиационную технику над городом Коломна, в небе которого не был более 50 лет.
Скончался 27 августа 2007 года в городе Коломна. Гроб с телом Героя для прощания был установлен во Дворце Культуры «Коломна». Похоронен с воинскими почестями на Старом кладбище Коломны.

## Память
- Имя С.И. Захарова высечено на мемориальной доске на здании Коломенского аэроклуба им. М.В. Водопьянова.
- По инициативе ветеранов — авиаторов Коломенского аэроклуба им. М.В. Водопьянова, в 2015 году в г. Коломна Московской области на доме, где жил С.И. Захаров, установлена мемориальная доска.
- По инициативе ветеранов — авиаторов Коломенского аэроклуба им. М.В. Водопьянова, в 2016 году в г. Коломна Московской области именем С.И. Захарова названа улица.

## Награды
Награждён двумя орденами Ленина, орденами Красного Знамени, Отечественной войны 1-й степени, Красной Звезды, медалями.